# Olta Xhaçka
Olta Xhaçka   (Tirana, 25 de desembre de 1979) és una política albanesa i membre del Parlament pel Partit Socialista. Ha estat ministra d'Europa i Afers exteriors des de gener de 2021. Va ser ministra albanesa de Benestar Social i Joventut entre març de 2017 i agost de 2017 i ministra de Defensa entre setembre de 2017 i desembre de 2020.

## Biografia
Es va llicenciar en Ciències Polítiques i Relacions Internacionals per la Universitat de Clark amb honors, juntament amb un MPA.
Des del 2009, Xhaçka forma part del Grup Parlamentari del Partit Socialista, inicialment com a representant de la regió de Korça, al llarg de dues legislatures.
Abans de dedicar-se a la política, Olta Xhaçka estava implicada activament en la societat civil, en l'àmbit dels drets humans i el bon govern. També ha treballat durant tres anys com a professora de ciències polítiques a la Universitat de Nova York Tirana.
Com a activista dels drets humans, principalment en el camp de la igualtat de gènere i com a presidenta del Fòrum de la Dona Socialista, Olta Xhaçka, des de 2014, ha presidit el Subcomitè de Menors, Igualtat de Gènere i Violència Domèstica. També ha estat membre de la Comissió de Treball, Assumptes Socials i Salut i membre de la Comissió Parlamentària d'Assumptes Internacionals.
Olta Xhaçka és presidenta del Fòrum de la Dona Socialista des de 2010. També va presidir la Fundació Qemal Stafa des de 2015 fins a 2017 després del seu nomenament en el govern albanès.

### Ministra de Benestar Social i Joventut
El març de 2017, Olta Xhaçka va ser nomenada ministra de Benestar Social i Joventut. Va ser-hi només uns mesos, fins que el ministeri va ser dissolt l'agost de 2017 i absorbit per altres ministeris.

### Ministra de Defensa

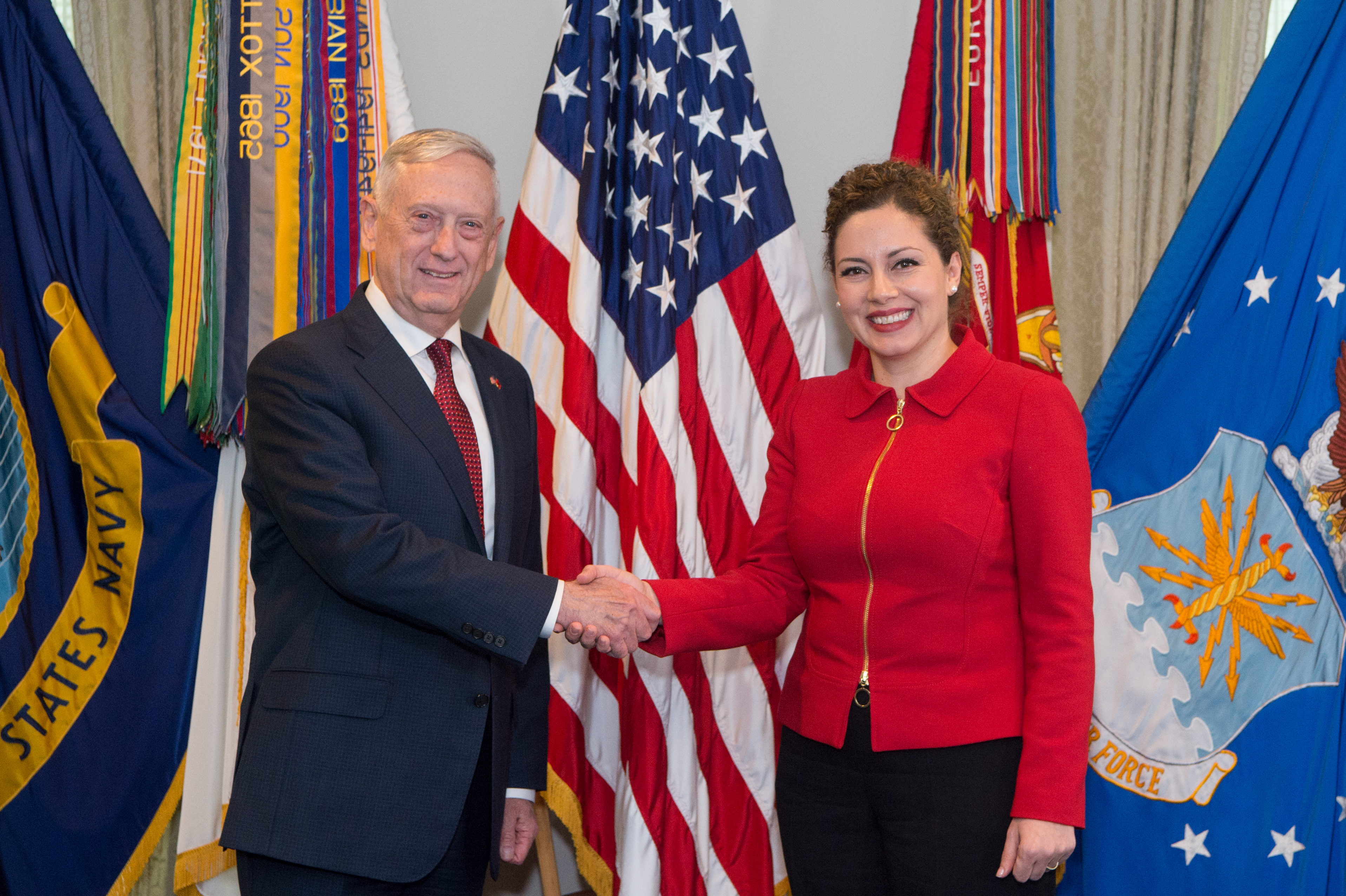
Xhaçka amb James Mattis.

Va ser reelegida al parlament el juny de 2017, aquesta vegada a Tirana. El seu districte va tenir l'augment més gran de vots per al Partit Socialista des de les eleccions parlamentàries de 2013 de tots els de Tirana.
El setembre de 2017 va ocupar l'oficina del Ministre de Defensa en el 2n Govern de Rama, sent la segona dona nomenada per a aquesta oficina després de Mimi Kodheli.
L'abril de 2018 va conèixer al secretari de Defensa dels Estats Units, Jim Mattis, en el Pentàgon, on Mattis va reafirmar "la forta relació de defensa entre els Estats Units i Albània".
El gener de 2021, Olta Xhacka va ser nomenada nova ministra de Relacions Exteriors d'Albània després de la dimissió del ministre interí, Gent Cakaj.

## Vida personal
Està casada amb Artan Gaçi, que també va ser diputat socialista i té una filla, Hana.